# Roy Williams (allenatore di pallacanestro)
Roy Allen Williams (Marion, 1º agosto 1950) è un allenatore di pallacanestro statunitense, membro del Naismith Memorial Basketball Hall of Fame dal 2007.

## Palmarès
- 3 volte campione NCAA (2005, 2009, 2017)
- Naismith College Coach of the Year (1997)
- 2 Associated Press College Basketball Coach of the Year (1992, 2006)
- 2 Henry Iba Award (1990, 2006)